# Dundret
Dundret (lulesamiska: Váhtjerduottar) är ett lågfjäll (823 meter över havet), beläget strax utanför Gällivare tätort, Gällivare kommun, Lappland. Namnet Dundret kommer från finskans tunturi (fjäll), som i sin tur kommer från det samiska ordet tuoddar (lågfjäll).
Femmanvägen är en asfalterad bilväg som går hela vägen upp till linebanetoppen (toppen som skidanläggningen går till). Vägen började byggas redan 1949.
Det sägs att man vid klart väder kan se en elftedel av Sveriges yta från toppen. Det går till exempel att se Kebnekaise från toppen. Från toppen är också midnattssolen synlig från ca 5 juni till 11 juli. På vintern under vintersolståndet går det att se nästan hela solen trots att Dundret ligger 60 km norr om polcirkeln.

## Toppar

### Linbanetoppen
Linbanetoppen (toppen i folkmun) sträcker sig ca 757 meter över havet. Tre av skidanläggningens liftar går till denna topp och Femmanvägen tar slut där. På toppen finns en 158 meter hög mast, Dundretmasten. Nära toppen finns fjällstugan (ibland kallad toppstugan) från 1958. Traditionsenligt har stugan varit öppen på sommaren och man har kunnat äta våfflor i midnattssolen. På senare år har den ibland varit öppen på vintern och oftast stängd på sommaren. Fjällstugan renoverades för några år sedan och numera finns det en altan runt hela stugan och vatten och avlopp har dragits in.

### Stora toppen
Stora toppen (Åke på toppen i folkmun) sträcker sig 823 meter över havet och är den högsta toppen på Dundret. På toppen finns en stuga, Åke på toppen (ibland även kallad Toppstugan), som Friluftsfrämjandet har hand om. Åke på toppen är uppkallad efter Åke Nordvall som 1953 öppnade skogsbrandfogdestugan för allmänheten och bjöd på kaffe i stugan. Åke på toppen är öppen alla röda dagar från november till 1 maj och där serverar Friluftsfrämjandet kaffe och kakor. Det är cirka sex kilometer och 450 höjdmeter upp till toppen längs med Femmanvägen, som pistas på vintern. Varje år delas en mössa ut till den som besökt Åke på toppen flest gånger. Den första mössan utdelades 1959.
Det finns även ett utedass och en olåst liten värmestuga där man kan söka skydd vid dåligt väder.
En mindre stuga byggdes från början för att spana efter skogsbränder. Under andra världskriget användes denna stuga för att spana efter flygplan. 1984 invigdes dagens större stuga som ersatte den tidigare stugan från 1955.
Numera finns det en grusad stig till toppen.

### Hebrotoppen
Hebrotoppen (västtoppen i folkmun) sträcker sig ca 809 meter över havet och är den västligaste toppen som enbart nås via vandringslederna. På toppen finns ett åttkantigt inglasat vindskydd.

### Lilla Toppen
Lilla toppen (utsiktstoppen, biltoppen eller hängflygartoppen i folkmun) sträcker sig ca 747 meter över havet. Dit går en grusväg som ofta är i dåligt skick. Toppen används ibland till hängflygning eller skärmflygning. Redan på 1880-talet byggde Norrbottens turistförening den första toppstugan; kallad turisthyddan. Denna stuga byggdes i samband med att järnvägen byggdes till Gällivare och Dundret började bli en sevärdhet. Stugan brann ned 1953.

### Liikavaara
Liikavaaratoppen sträcker sig 512 meter över havet och är den minsta och mest lättillgängliga toppen. Här byggdes den första bebyggelsen för skidanläggningen på 1950-talet; det var en kaffestuga på Björnfällan-området. De första 20 stugorna i stugbyn byggdes 1970. Serviceanläggningen Björnfällan invigdes 1972 och är världens största timmerhus i torrfura. Arkitekt är Esko Lehmola. Björnfällan har sedan dess byggts ut flera gånger. En av skidanläggningens liftar går upp till denna topp; det finns även asfalterad bilväg upp dit. År 2002 öppnade Boda borg i ett bergrum i Liikavaara men det lades ner några år senare.

## Skidanläggning
På Dundret finns en skidanläggning med nio nedfarter av varierande svårighetsgrad. Dessutom finns tio kilometer preparerade längdskidspår, Hellnerstadion samt en 70 meter hoppbacke, Dundretkullen. Skidsäsongen på Dundret sträcker sig vanligen från början av november till månadsskiftet april/maj. Av denna anledning brukar många skidlandslag starta sin säsongsträning på Dundret. Genom åren har mängder av högklassiga skidtävlingar hållits på Dundret, såväl i alpint som i längd. Världscupen i alpin skidåkning 1982/1983 arrangerades delvis på Dundret. Den första slalombacken började att röjas 1945.
Varje år hålls skidtävlingen Dundret runt där man skidar runt fjället.

### Nuvarande liftar
- Fjälliften: Ankarlift. 1050 m lång, 340 höjdmeter, 1978. Ersatte linbanan.
- Mellanliften: Ankarlift. 810 m lång, 230 höjdmeter.
- Dundret Express: 6 personers stollift, 2015, Leitner. 1113 m lång, 333 höjdmeter.
- Soldalsliften (Toppliften): Ankarlift. 1100 m lång, 350 höjdmeter, 1972 eller 1980.
- Stugliften (Liikavaaraliften): Ankarlift. 600 m lång, 85 höjdmeter, 1967.
- Knappliften (Snölandsliften): Knapplift (utbytt till rullband?). 100 m lång, 15 höjdmeter.

### Äldre liftar
- Linbanan: 1 persons stollift, 1955–1978. Ersattes av fjälliften.
- D-liften:
- Högåsliften: Ankarlift. 1964– ca 2015

## Naturreservat
Hela fjället är avsatt som naturreservat, som är skyddat sedan 1970. Den övre delen utgörs av kalfjäll där grusvittrande gabbro utgör en del av den synliga berggrunden. Flera utpräglade fjällväxter finns här. Floran kring Dunderbäcken, Björnbäcken och Hebrokursbäcken är frodig och artrik. Bäckarna forsar nedför sluttningarna genom fjällbjörkskog och granskog. Videbestånd, myrar och småsjöar skapar omväxling. Sydsidan av Dundret är den mest ostörda delen av reservatet.

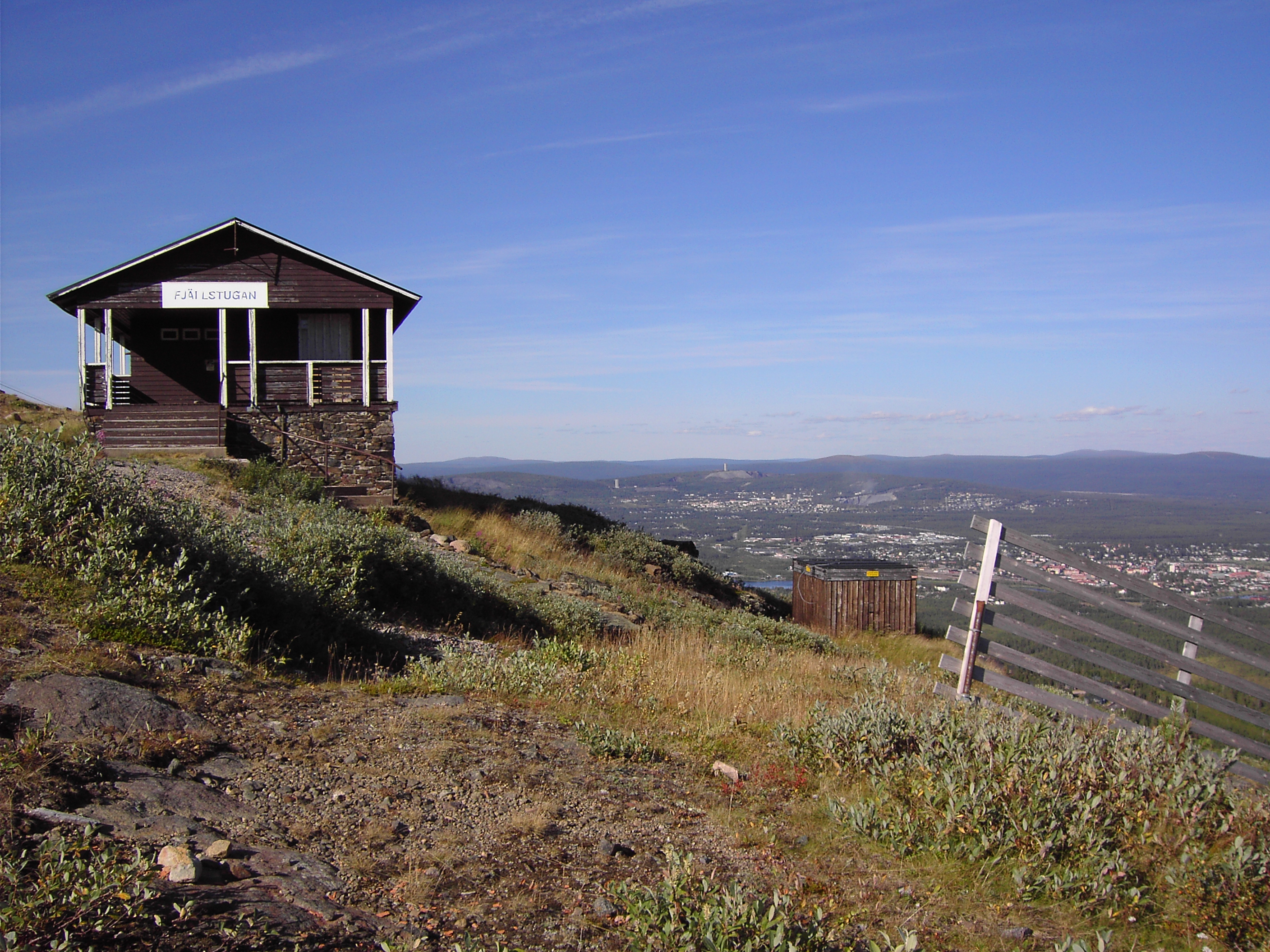
Fjällstugan (2006).